# Bão Sinlaku (2020)
Bão Sinlaku, bão số 2 năm 2020 tại Việt Nam (Số hiệu WP0420), là cơn xoáy thuận nhiệt đới thứ 5 trên Tây Bắc Thái Bình Dương.

## Cấp bão
Cấp bão Nhật Bản: 35 kt - 992 hPa - Bão nhiệt đới
Cấp bão Bắc Kinh: 18 m/s - 992 hPa - Bão nhiệt đới
Cấp bão Hoa Kỳ: 35 kt - Bão nhiệt đới
Cấp bão Đài Loan: 18 m/s - Bão nhiệt đới
Cấp bão Việt Nam: 65 km/h - Cấp 8 - Bão nhiệt đới
Cấp bão Hàn Quốc: 18 m/s - Bão nhiệt đới yếu
Cấp bão Hồng Kông: 55 km/h - Áp thấp nhiệt đới

## Lịch sử khí tượng

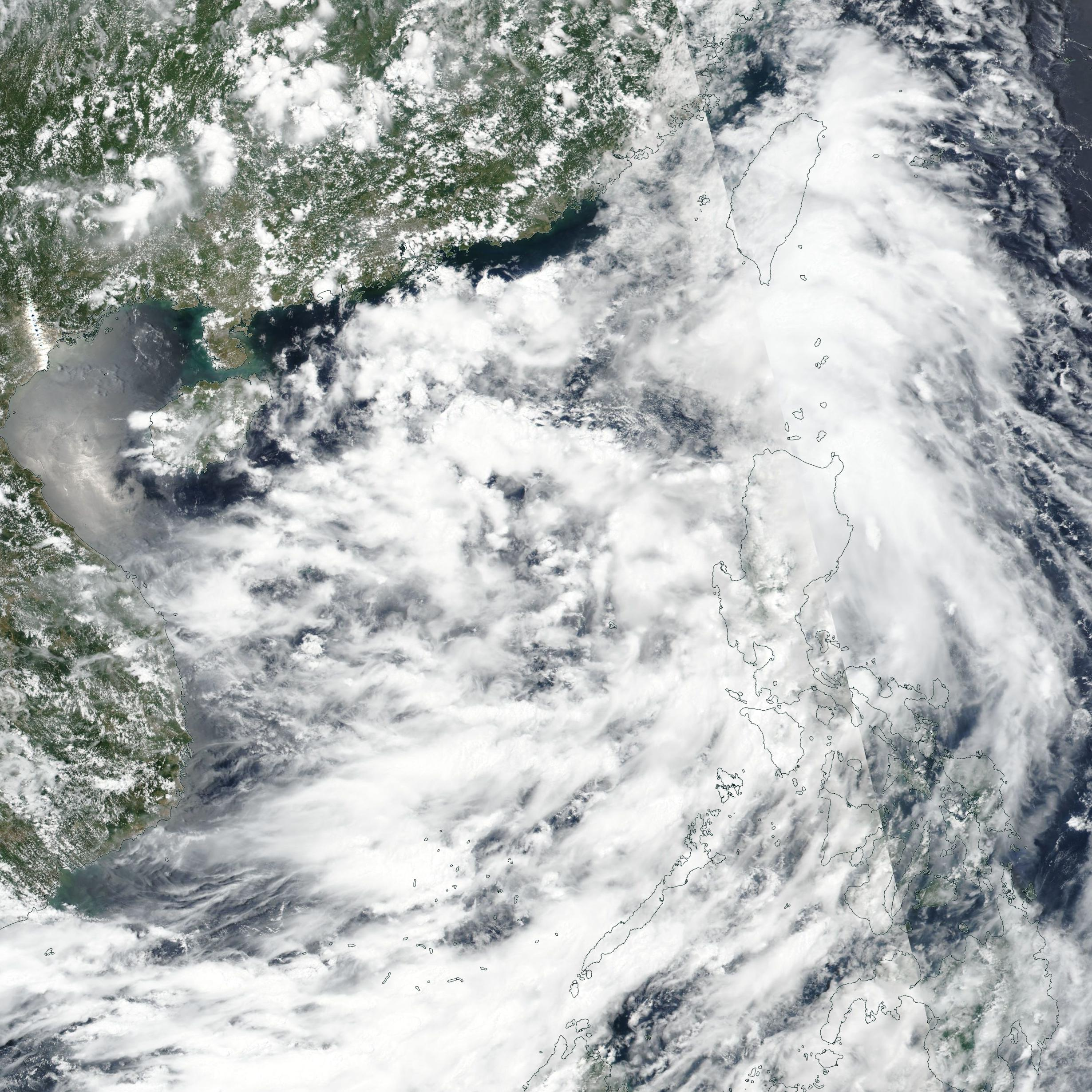
Bão Sinlaku lúc mới hình thành

- 13h-29/7, vị trí trung tâm vùng áp thấp ở vào khoảng 13,8 - 14,8 độ Vĩ Bắc; 122,5 - 123,5 độ Kinh Đông, ngay trên khu vực miền Trung Philipines.[1]Bão Sinlaku đang đổ bộ Thanh Hóa

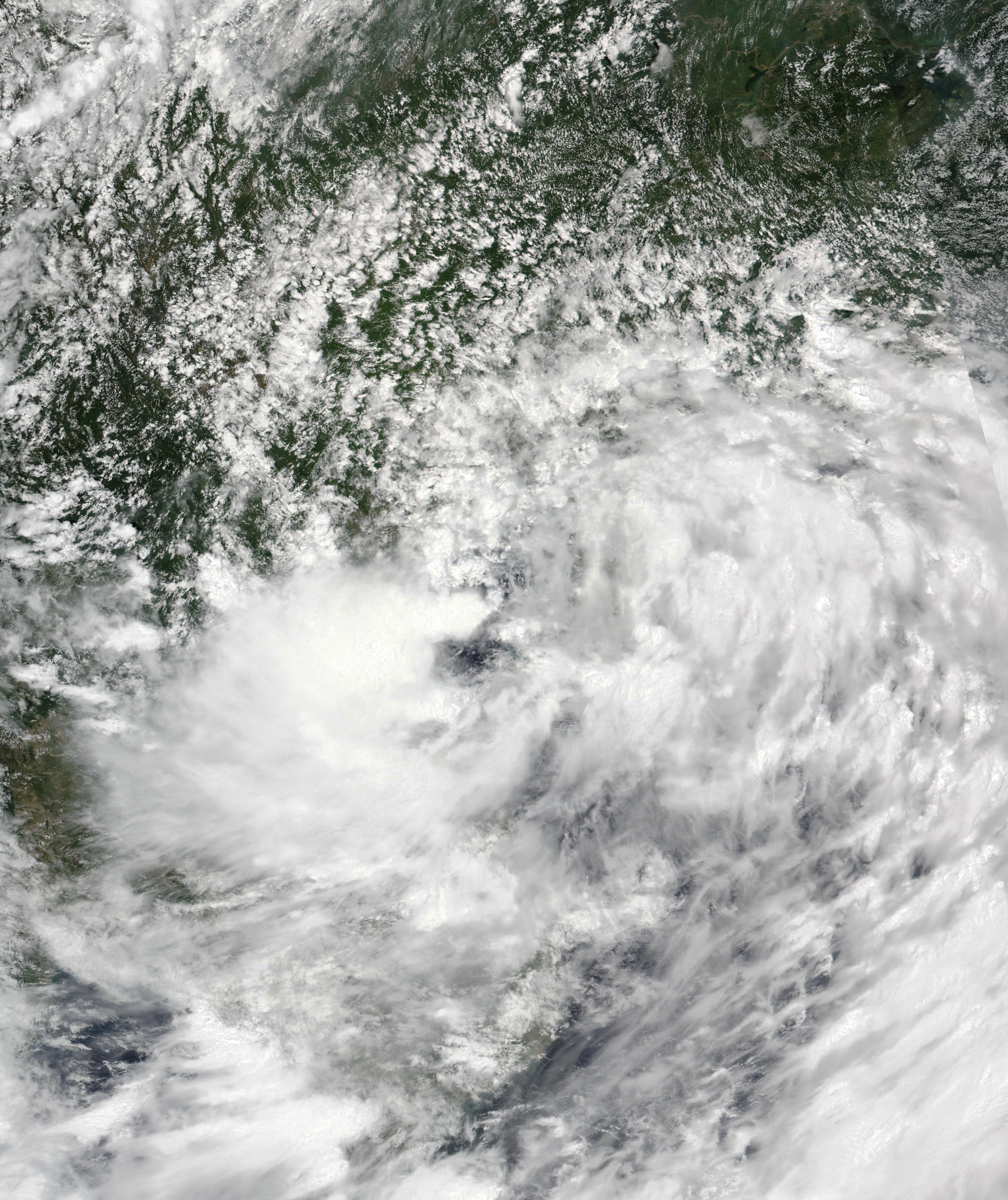
Bão Sinlaku đang đổ bộ Thanh Hóa

- 01h-30/7, vị trí trung tâm vùng áp thấp ở vào khoảng 15,5 - 16,5 độ Vĩ Bắc; 118,0 - 119,0 độ Kinh Đông, cách quần đảo Hoàng Sa khoảng 650 km về phía Đông.[2]
- 13h-31/7, vị trí trung tâm áp thấp nhiệt đới ở khoảng 17,2 độ Vĩ Bắc; 112,5 độ Kinh Đông, ngay trên vùng biển quần đảo Hoàng Sa. Sức gió mạnh nhất vùng gần tâm áp thấp nhiệt đới mạnh cấp 6-7 (40–60 km/giờ), giật cấp 9. Bán kính gió mạnh cấp 6, giật cấp 8 trở lên khoảng 100 km tính từ tâm áp thấp nhiệt đới.[3]
- 01h-01/8, vị trí trung tâm áp thấp nhiệt đới ở khoảng 17,5 độ vĩ bắc và 111,2 độ kinh đông, trên vùng biển phía tây bắc quần đảo Hoàng Sa. Vùng gần tâm áp thấp nhiệt đới, sức gió mạnh nhất ở cấp 6 - 7, tương đương 40 – 60 km/giờ, giật cấp 9. Bán kính gió mạnh cấp 6, giật cấp 8 trở lên có bán kính khoảng 100 km tính từ tâm áp thấp nhiệt đới.[4]
- 07h-02/8, vị trí tâm bão ở khoảng 19,4 độ Vĩ Bắc; 106,4 độ Kinh Đông, ngay trên vùng biển các tỉnh từ Thái Bình đến Nghệ An. Sức gió mạnh nhất vùng gần tâm bão mạnh cấp 8 (60–75 km/giờ), giật cấp 10. Bán kính gió mạnh cấp 6, giật cấp 8 trở lên khoảng 130 km tính từ tâm bão.[5]
- 13h/02/8, vị trí tâm áp thấp nhiệt đới ở 19,6 độ Vĩ Bắc; 105,7 độ Kinh Đông, trên đất liền ven biển các tỉnh Ninh Bình-Thanh Hóa. Sức gió mạnh nhất vùng gần tâm áp thấp nhiệt đới mạnh cấp 6 (40–50 km/giờ), giật cấp 8. Sau đó, bão tiếp tục suy yếu và tan dần.[6]

## Ảnh hưởng
Do ảnh hưởng của bão, trong ngày 2-8, trên cả nước đã có mưa vừa, mưa to, có nơi mưa rất to. Tại Bắc Bộ, đặc biệt là khu vực miền núi phía Bắc, lượng mưa lên tới hơn 100 mm. Các tỉnh, thành phố ven biển từ Quảng Ninh đến Quảng Bình có mưa rất to, có nơi lượng mưa lên đến 469 mm (Hà Tĩnh). Theo Trung tâm Dự báo Khí tượng thủy văn quốc gia, tình trạng mưa vừa, mưa to với lượng mưa đến 400 mm/đợt ở Bắc Bộ sẽ kéo dài đến ngày 5-8. Nguyên nhân là do ảnh hưởng của hoàn lưu vùng áp thấp suy yếu từ bão số 2 kết hợp với rãnh thấp đi qua khu vực Bắc Bộ nối với cơn bão Hagupit ở phía đông đảo Đài Loan. Về thiệt hại do bão số 2 và hoàn lưu sau bão, báo cáo nhanh của Văn phòng thường trực Ban chỉ đạo Trung ương về Phòng chống thiên tai, cho biết đã có một người chết do kè đổ vào lán trại tại công trường ở Quảng Ninh. Nạn nhân là ông Đỗ Văn Mạnh (sinh năm 1979), ở phường Bãi Cháy, Hạ Long, Quảng Ninh.